# 木杆可汗
木杆可汗或木汗可汗（拉丁轉寫：Muqan qaγan，6世纪？—572年），也被稱作俟斤或燕都（燕尹），:987 在《京師突厥寺碑》中被稱作大伊尼溫木汗。 古突厥人，阿史那氏，是突厥汗國的第三位可汗，汗國創建者土門可汗之子。根據《北史》記載，木杆可汗「狀貌奇異，面廣尺餘，其色赤甚，眼若琉琉，剛暴，勇而多知，務於征伐」；《資治通鑑》則形容他「狀貌奇異，性剛勇，多智略，善用兵」。

## 生平
553年，继其兄乙息记可汗科罗而即位，号木杆可汗。以智勇著称。继位后，率兵击破柔然余众，追击邓叔子于西魏。555年，西魏为结好突厥，擒获邓叔子以下三千余人，处决。突厥汗国取代柔然君临漠北，迁移牙帐到於都斤山，自称为漠北游牧民族最高权力的合法继承。556年，联兵西魏攻破吐谷浑，俘获夸吕之妻，大获珍宝。与西魏、及其后身北周和好关系日增。558年、561年相继遣使北周。当时北周、北齐相争，都想结好突厥为外援，他实行厚周薄齐政策，将女儿许嫁周武帝。563年，率骑兵二十万（一说十万）与周将杨忠联兵伐齐。次年，会攻晋阳（今山西太原），掠获甚众。567年，派罗莫缘把女儿护送到北周出嫁，569年，遣使赠马。
木杆可汗在位期間，將其版圖擴展，鞏固邊界，以對抗嚈噠人。在562年、563—568年，与波斯联军进攻西域大国嚈噠，杀其国王。以乌浒水为界，瓜分其地。疆域东至辽海，西至西海（今里海），南至阿姆河以南，北至贝加尔湖以北，为突厥最盛时期。曾北服堅昆、契骨，东败契丹。“威服塞外诸国”，高昌、焉耆、龟兹、疏勒、于阗、康国、安国、石国等葱岭东西诸城国都表示归服。當時，粟特文化對突厥的影響達至高峰。粟特文化由來自吐魯番地區的商人傳入。吐魯番語及文字均使當時所使用的語言。
572年，木杆可汗死後，其弟他缽（亦作佗鉢）繼任。

## 家庭

### 子女
- 阿史那大逻便，阿波可汗
- 鞅素特勤
- 阿史那氏，原计划嫁给宇文泰，事情未定时宇文泰去世
- 阿史那皇后，木杆可汗另一女，周武帝皇后